# 期末考试
期末考试，也称为期末测验、期末测试、期末考（英語：Final examination），是学校在学期结束时进行的大规模考试，一般是统一考试。期末考试旨在考察学生在本学期内的学习效果。期末考試通常在6月進行，大專的更在5月尾開始進行。而在馬來西亞獨立中學通常是歲末11月的中段舉行，主要是以根據下半年的學習程度來判斷是否要升級或留級。
此外，二学期制的国家，第一学期结束时的考试也可称作“期末考试”，为便于区分，两个期末考试分别称作“第一学期期末考试”和“第二学期期末考试”。
期末考一般是正规考试，成绩记入学生的档案。